# Národní fotografická cena Španělska

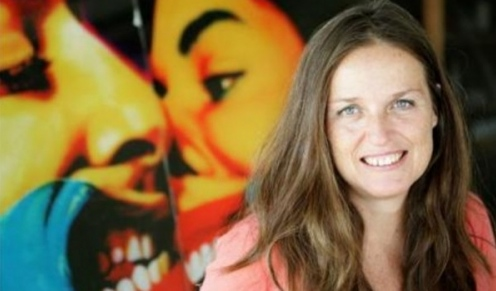
Ouka Leele získala cenu v roce 2005

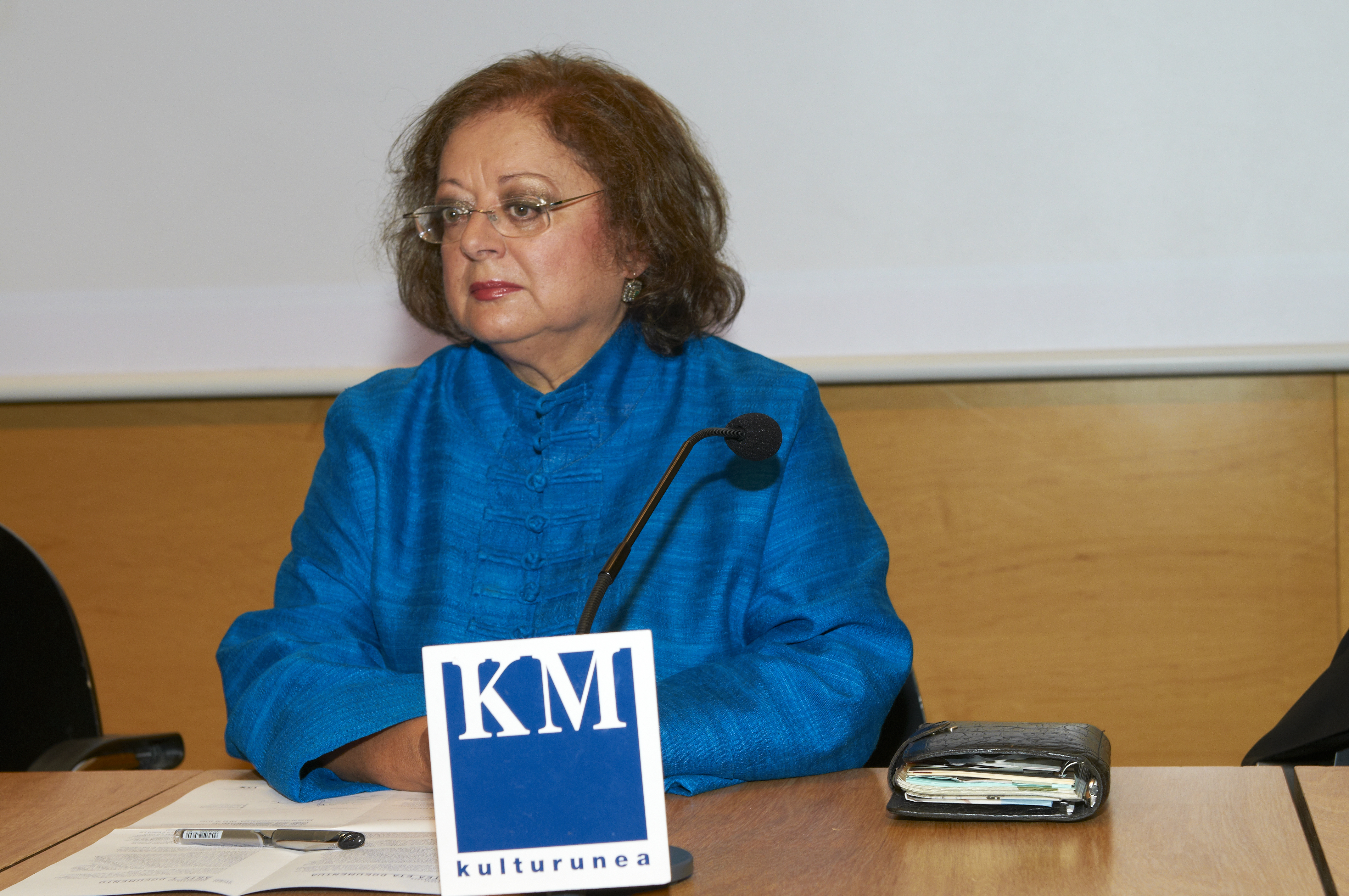
Cristina García Rodero dostala cenu v roce 1996

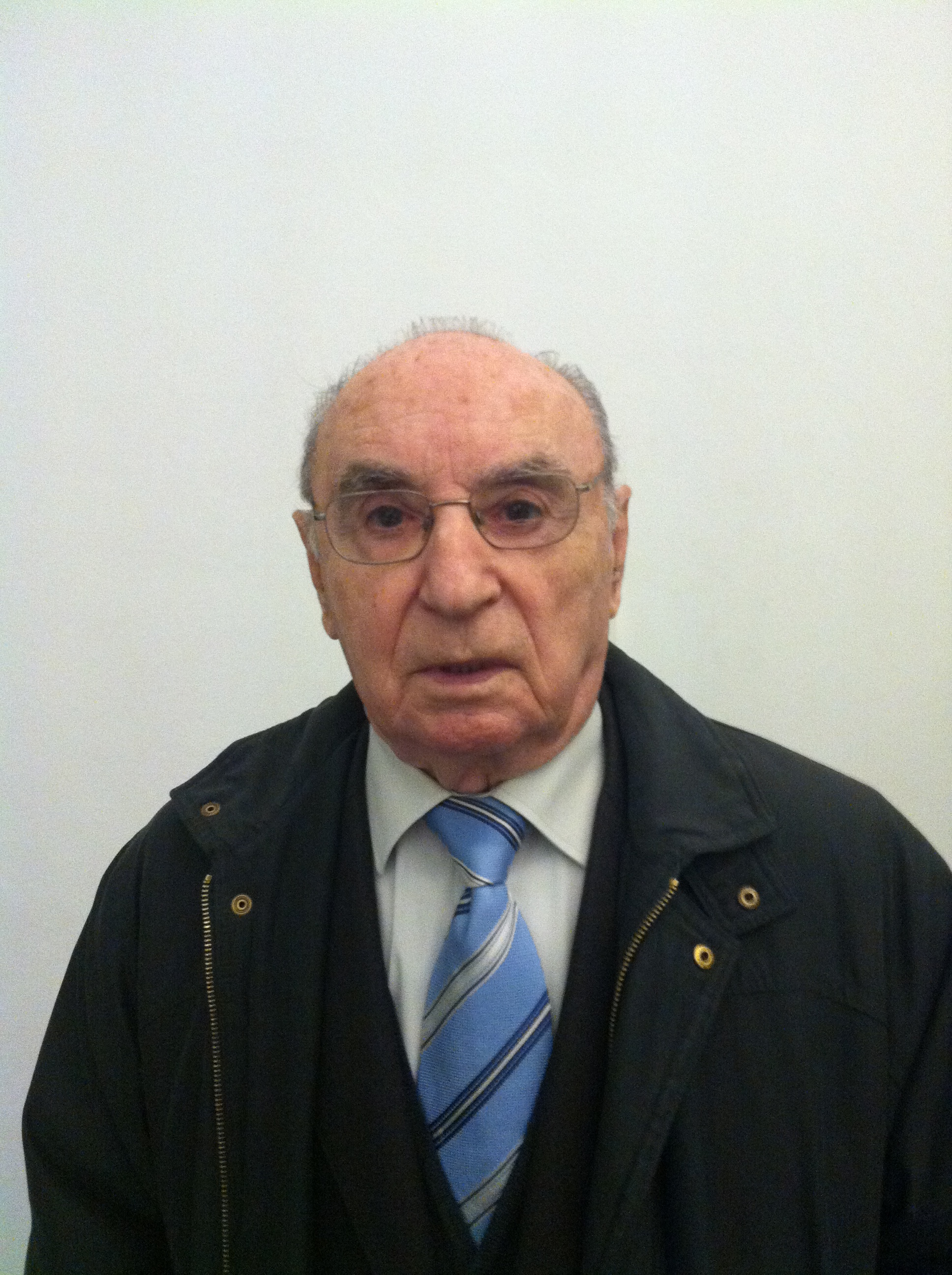
Joan Colom vyhrál cenu v roce 2002

Národní fotografická cena Španělska (španělsky Premio Nacional de Fotografía) je fotografické ocenění udělované každý rok španělským ministerstvem kultury jako uznání práce španělského fotografa za jeho umělecký přínos "k obohacení kulturního dědictví Španělska." Cena je dotována ve výši 30 000 eur a byla založena v roce 1994. Do té doby byla fotografie zahrnuta do Národní ceny výtvarných umění a získali ji fotografové jako Francesc Catalá Roca v roce 1983 nebo Agustí Centelles v roce 1984.

## Seznam vítězů
- 1994: Gabriel Cualladó.[3][4]
- 1995: Javier Vallhonrat.[3][5]
- 1996: Cristina García Rodero.[3][6]
- 1997: Humberto Luis Rivas Ribeiro.[3][7]
- 1998: Joan Fontcuberta.[3][8]
- 1999: Alberto García-Alix.[3][9]
- 2000: Chema Madoz.[3][10]
- 2001: Toni Catany.[3][11]
- 2002: Joan Colom.[3][12]
- 2003: Carlos Pérez Siquier.[3][13]
- 2004: Ramón Masats.[3][14]
- 2005: Bárbara Allende (Ouka Leele).[3][15]
- 2006: Pablo Pérez-Mínguez.[3][16]
- 2007: Manuel Vilariño.[3][17]
- 2008: María Bleda y José María Rosa.[3][18]
- 2009: Gervasio Sánchez.[19]
- 2010: José Manuel Ballester.[20][21]
- 2011: Rafael Sanz Lobato.[22]
- 2012: Eugeni Forcano[3]
- 2013: Alberto Schommer[23]
- 2014: Colita[24]
- 2015: Juan Manuel Castro Prieto[25]
- 2016: Isabel Muñoz[26]
- 2017: Cristina de Middel[27]
- 2018: Leopoldo Pomés[28][29]
- 2019: Montserrat Soto[30]
- 2020: Ana Teresa Ortega[31]
- 2021 – Pilar Aymerich[32]
- 2022 – Cristóbal Hara[33]
- 2023 – Laia Abril[34]
- 2024 – Jorge Ribalta[35]
- 2025 –